# Norbert Schultze
Norbert Schultze, född 26 november 1911 i Braunschweig i Tyskland, död 14 oktober 2002, var en tysk skådespelare, regissör, manusförfattare, kompositör och musiker (pianist). 
Schultzes i särklass mest kända komposition är hans tonsättning av Hans Leips dikt Lili Marleen (1938).
Under andra världskriget skrev han många tyska soldatsånger såsom Von Finnland bis zum Schwarzen Meer, Panzer rollen in Afrika vor (för Tyska Afrikakåren) och Bomben auf Engeland.

## Filmmusik i urval
- 1970 - Baltutlämningen
- 1958 - Das Mädchen Rosemarie
- 1941 - Ich klage an